# Денцлинген
Денцлинген (нем. Denzlingen) — община в Германии, в земле Баден-Вюртемберг.

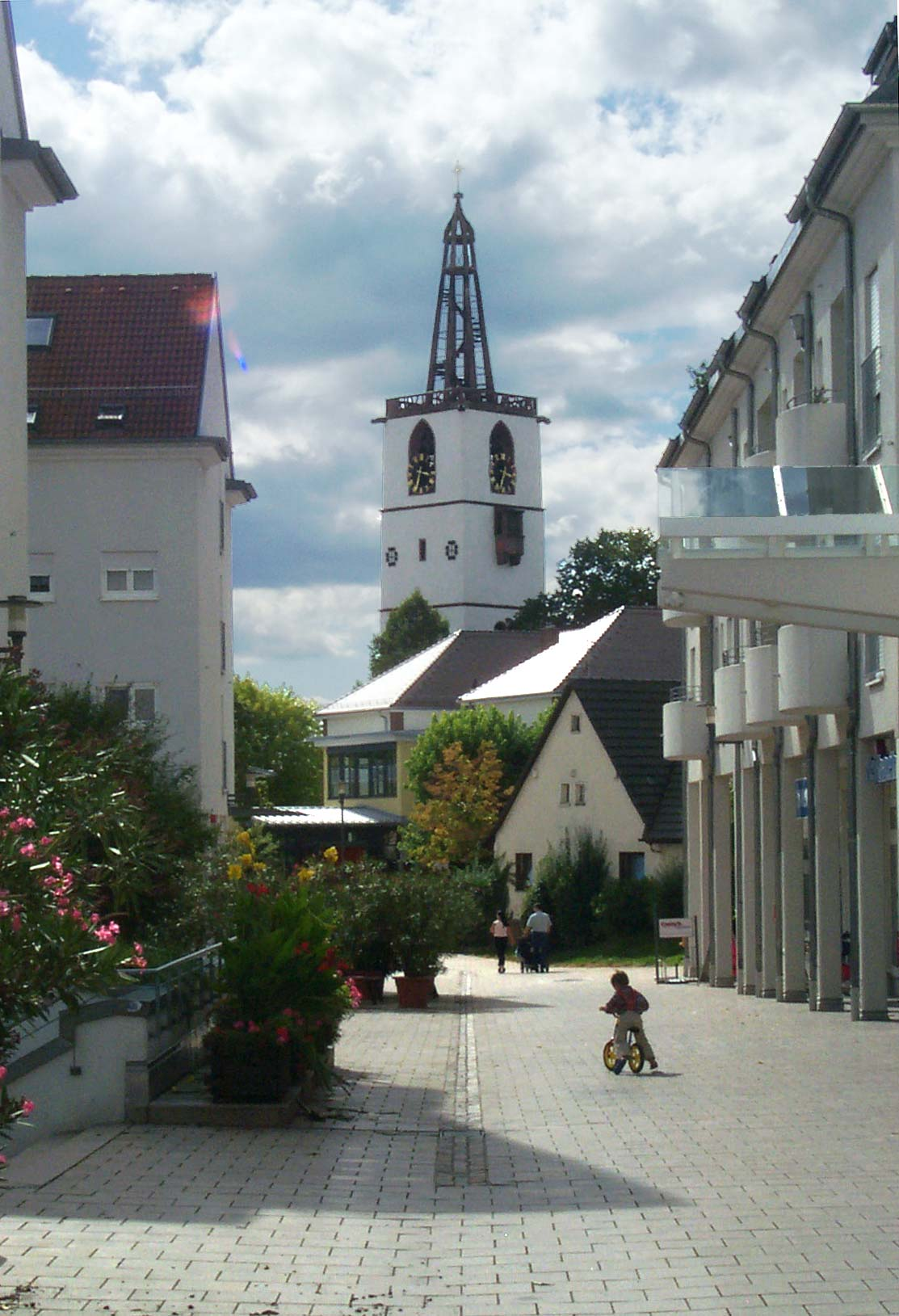
Денцлинген

Подчиняется административному округу Фрайбург. Входит в состав района Эммендинген. Население составляет 13 712 человек (на 31 декабря 2010 года). Занимает площадь 16,95 км².